# 어스킨 콜드웰

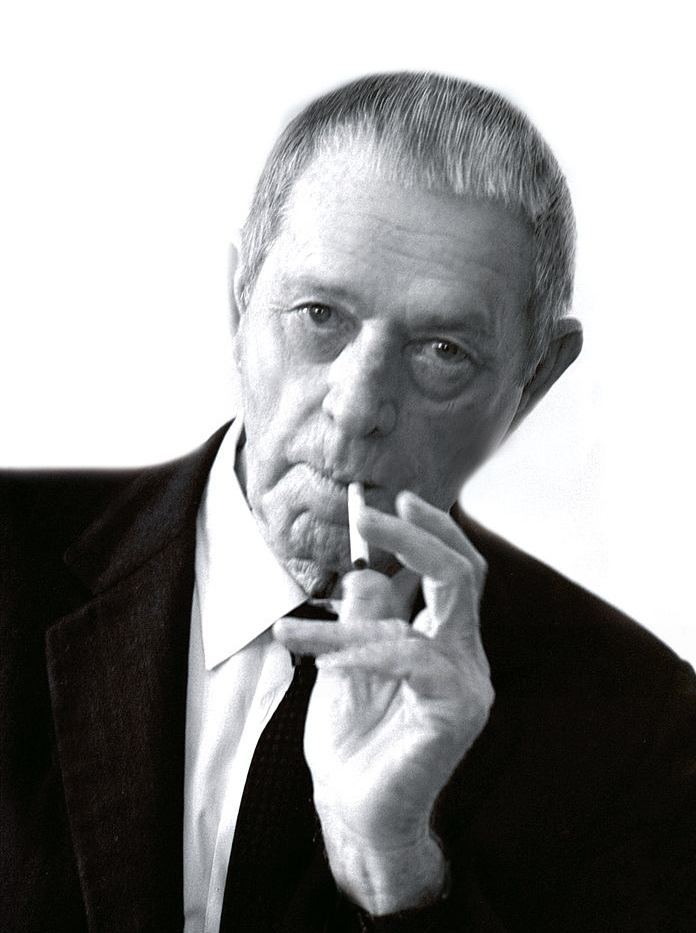
1975년

어스킨 콜드웰(Erskine Caldwell, 1903년 12월 17일 ~ 1987년 4월 11일)은 미국의 소설가이다.
목사인 부친과 고교교사를 모친으로 조지아주 화이트오크에서 태어났다. 순회(巡廻) 목사라는 부친의 직업으로 인하여 초등학교 때부터 전학을 많이 했으며 대학도 버지니아 대학, 펜실베이니아 대학에 적을 두었고 그 후 <사생아>(1929)를 발표하였지만 평판이 좋지 않았다. 그러나 <터배코 로드>에서 백인 빈농을 그려 다음해에 극화(劇化)되고 7년반이란 미증유의 장기흥행에 성공하여 명성을 날렸다.
그 후 <신의 작은 토지> <순회 목사>(1935), <7월의 소동>(1940)에서 주로 조지아주를 무대로 빈농의 경제문제·흑인·섹스를 웃음속에 그려서 성공했다. 포크너, 울프 등과 같이 남부문학의 주역을 맡아 <사랑과 돈>(1954), <클로델 잉글리시>(1957) 외에 단편소설을 발표하여 대중의 인기를 모았다. 대표적 통속작가의 한 사람이라 할만하다.